# Tarasivka, Skadovsk
Tarasivka (în ucraineană Тарасівка) este localitatea de reședință a comunei Tarasivka din raionul Skadovsk, regiunea Herson, Ucraina.

## Demografie
Componența lingvistică a localității Tarasivka
     Ucraineană (89,86%)
     Rusă (8,08%)
     Alte limbi (1,08%)
Conform recensământului din 2001, majoritatea populației localității Tarasivka era vorbitoare de ucraineană (89,86%), existând în minoritate și vorbitori de rusă (8,08%).